# Kościół Niepokalanego Poczęcia Najświętszej Marii Panny w Baku (1912–1934)
Kościół Niepokalanego Poczęcia Najświętszej Marii Panny w Baku – kościół katolicki w Baku. Budowę ukończono w 1912 roku. Budynek rozebrano w latach 30. XX wieku.

## Historia
Wspólnota katolicka w Baku w 1860 roku starała się o zgodę na budowę kościoła, jednak jej nie uzyskała z powodu zbyt małej liczby wiernych tego wyznania. Kiedy katolików przybywało, znalezienie pomieszczenia na nabożeństwa stało się konieczne. W 1894 roku zbudowano kaplicę Niepokalanego Poczęcia Najświętszej Panny Maryi. Ponieważ powstała bez zezwolenia, skonfiskowano ją i przekazano na potrzeby sądu. Ten wynajął ją księdzu Konradowi Kellerowi, który przez rok odprawiał tam nabożeństwa, równocześnie starając się o zgodę na powstanie parafii. W Baku mieszkało już około 2 tysięcy katolików. W 1895 roku władze nakazały Kellerowi opuszczenie wynajmowanego budynku. W dniu 30 marca 1900 roku katolicy uzyskali zgodę na budowę w Baku rzymskokatolickiej świątyni ze środków własnych. Wybrano komitet budowy kościoła, w skład którego weszli: Józef Płoszko, Stefan Zubałow, Brunon Ogólewicz, Józef Gosławski, Władysław Minkiewicz, Kazimierz Skórewicz i Andrzej Wiszniewski. Pierwszym proboszczem wspólnoty został Władysław Kubik, który zmarł w 1902 roku. Kolejnym proboszczem w 1904 roku został ksiądz Stefan Demurow. Budowy kościoła nie rozpoczęto po otrzymaniu zezwolenia, ponieważ parafia nie posiadała na ten cel środków. Pieniądze na budowę przekazała głównie rodzina Rylskich, nafciarze polskiego pochodzenia, a także Witold Zglenicki, który w testamencie zapisał na ten cel 30 tysięcy rubli. Stefan Rylski w 1908 roku przekazał na rzecz parafii 100 tys. rubli. W 1912 roku zakończono budowę świątyni, która znajdowała się przy skrzyżowaniu ulic Merkuriewskiej i Kaspijskiej (obecnie Azerbejdżanu i Raszyda Bejbutowa). Ponieważ głównymi darczyńcami i parafianami świątyni byli w większości Polacy, kościół był nazywany „polskim”.
Po zajęciu Azerbejdżanu przez Armię Czerwoną w 1920 roku rozpoczęła się tam walka bolszewików z religią. Właścicielem majątku kościelnego stał się Bakiński Komitet Wykonawczy Robotników, Chłopów, Czerwonoarmistów i Marynarzy. Ksiądz Demurow starał się o odzyskanie kościoła lub chociaż o zgodę na jego dzierżawę. Gdy w 1922 roku powstała Zakaukaska Federacyjna Republika Radziecka, interweniował u przewodniczącego Centralnego Komitetu Zakaukaskiego. Nie przyniosło to efektu i w latach 1931–1934 kościół został rozebrany. Ksiądz Demurow w 1926 roku został mianowany zastępcą administratora apostolskiego Gruzji, a w 1937 roku rozstrzelany. W 1948 roku na miejscu świątyni wybudowano Pałac Kultury im. F. Dzierżyńskiego.

## Projekt
Projekt kościoła w 1903 roku przygotował warszawski architekt Józef Pius Dziekoński. Pracami przy budowie kierował Józef Płoszko, który w latach 1907–1910 pełnił funkcję naczelnego architekta Baku. Rosyjski badacz Sz. Fatułłajew w latach 60. XX wieku autorstwo projektu przypisał Płoszce. Tezę tę wspiera korespondencja z Baku opublikowana w 1912 roku w Biesiadzie Literackiej. Andrzej Majdowski, który w latach 80. XX wieku badał twórczość Dziekońskiego, uważa, że Płoszko jako kierownik budowy wprowadził tylko trudne do określenia zmiany do oryginalnego projektu Dziekońskiego.